# Igor' Evgen'evič Tamm
Igor' Evgen'evič Tamm in russo Игорь Евгеньевич Тамм? (Vladivostok, 8 luglio 1895 – Mosca, 12 aprile 1971) è stato un fisico russo.
Studiò all'università di Mosca dove si laureò in fisica nel 1918.
Ricevette il premio Nobel per la fisica nel 1958, insieme a Pavel Čerenkov, e Il'ja Michajlovič Frank per i loro lavori sull'effetto Čerenkov.
Nel 1951 inventò e propose in collaborazione con Andrej Dmitrievič Sacharov il sistema del tokamak, metodo che permette di realizzare la fusione nucleare controllata.
Di lui parla il fisico russo George Gamow, il quale narra nella sua autobiografia, "La mia linea di universo", una storia della sua giovinezza: durante la Rivoluzione russa, quando Tamm era professore di fisica all'Università di Odessa, una volta in cui il cibo scarseggiava decise di andare in un paese vicino sotto il controllo comunista cercando di barattare dei cucchiai di argento in cambio di qualcosa da mangiare; tuttavia quando arrivò scoprì che il paese era sotto il controllo di una banda di anticomunisti, armati di fucili ed esplosivi. I banditi si insospettirono di Tamm, che era vestito elegantemente, e lo portarono dal loro capo che gli chiese chi fosse e cosa facesse; egli rispose che era un professore di matematica, così che il capo gli rispose che sarebbe stato liberato se gli avesse detto la stima dell'errore che si commette nel tagliare la serie di Maclaurin al termine n, in caso contrario sarebbe stato fucilato; Tamm confuso dalla situazione riuscì comunque a dare una soluzione soddisfacente e venne liberato, non scoprendo mai chi fosse quel misterioso bandito.
Tamm morì a Mosca il 12 aprile 1971.